# Josef Kramer
Josef Kramer (München, 1906. november 10. – Hameln, 1945. december 13.) SS-Hauptsturmführer (százados), a II. világháború alatt a bergen-belseni koncentrációs tábor parancsnoka. A háború után letartóztatták, halálra ítélték és kivégezték.

## Élete
Josef Kramer 1906-ban született Münchenben. A Nemzetiszocialista Német Munkáspártnak 1931-ben lett tagja, majd 1932-ben csatlakozott az SS-hez. Az SS kiképezte, hogy a koncentrációs táborok őrzésében vegyen részt.  1934-től a dachaui koncentrációs tábor őre volt, majd egyre magasabb beosztásokba került, többek között Mauthausenben. 1940-ben Rudolf Höß helyettese lett az Auschwitzi koncentrációs táborban. 1941 áprilisában nevezték ki a franciaországi Natzweiler-Struthof koncentrációs tábor parancsnokává.

### Natzweiler-Struthof
A Natzweiler-Struthof koncentrációs tábor volt az egyetlen melyet Franciaország területén állítottak fel. 1941. május – 1944. szeptember között állt fenn, az itt őrzött személyek száma kb. 40 ezer főre tehető, amelyből 25 ezer fő veszítette életét. Kramer több esetben személyesen végezte el az elgázosítási műveletet, például amikor a berlini anatómiai intézet zsidó csontvázakat igényelt kutatási célra.

### Auschwitz
Kramer 1942 és 1944 között tartózkodott az Auschwitzi koncentrációs táborban. A tábor parancsnoka 1943 nyaráig SS-Obersturmbannführer Rudolf Höß (gyakran „Hoess”-nek írják), később Arthur Liebehenschel és Richard Baer volt. Az első kísérletek, hogy összeszámolják a halottakat, a bűnösök, elsősorban Rudolf Höß vallomásán alapultak, aki a halottak számát 2,5-3 millióban adta meg. Ezt a túlzó számot és egy még magasabb 4 millióst a szovjet és lengyel hatóságok használták, 4 millió szerepelt a hivatalos emléktáblán is. 1983-ban George Wellers francia tudós volt az első, aki deportálási dokumentumokat használt fel az Auschwitzban megölt foglyok létszámának becslésére, ő 1,613 millió halottról beszél, ebből 1,44 millió zsidó, 146 000 lengyel. Ezen áldozatok jelentős része Kramer tevékenységének ideje alatt veszítette életét. 1944 májusában ő lett a tábor parancsnoka, s így ő nevezhető a magyar zsidók kiirtásának egyik fő felelősének.

### Bergen-Belsen

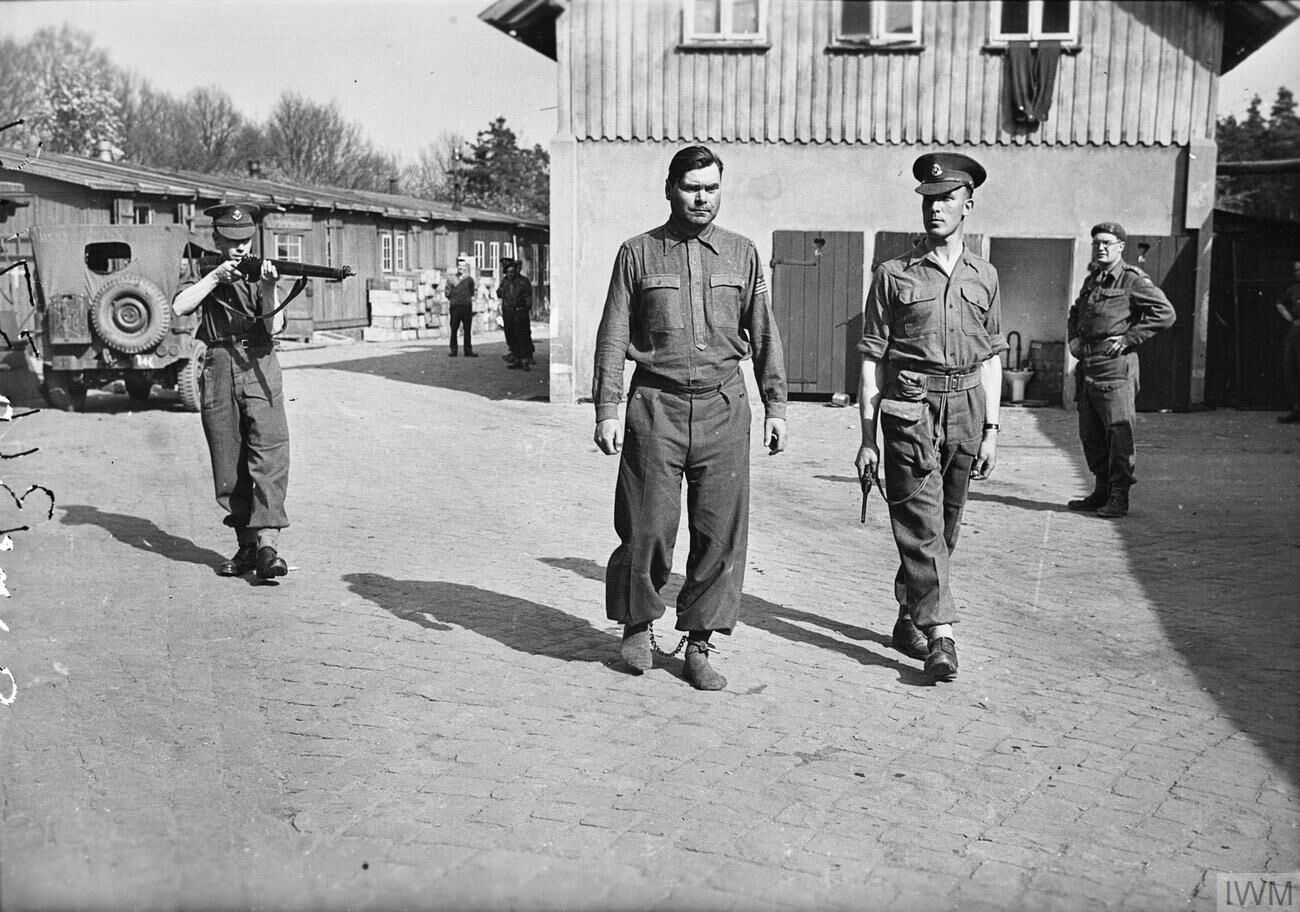
Őrizetben

1944 decemberében nevezték ki Kramert a bergen-belseni koncentrációs tábor parancsnokává. 1944 decemberétől Bergen-Belsenbe megközelítőleg 85 000 férfit, nőt és gyermeket küldtek körülbelül 100 szállítmányban és halálmenetben. A túlzsúfolt marhavagonokban az utazás esetenként hetekig tartott és az egymást sűrűn követő emberszállítmányok a táborban is túlzsúfoltságot okoztak. Annak ellenére, hogy 1945 januárjában a Wehrmacht kiürítette a tábor hadifogolykórházként használt részét és átadta azt az SS-nek, ami jelentősen kibővítette a női és a férfi tábort is, a rendelkezésre álló kunyhók hamar túlzsúfolttá váltak. A rabok alig kaptak enni és a tömegben hamar tífusz és hastífusz járványok törtek ki, amiket az SS valójában sosem próbált megfékezni.
Bár itt nem voltak gázkamrák, de Kramer embertelen viselkedése miatt rövid időn belül belseni fenevadnak kezdték nevezni. Noha Németország ekkor már gyakorlatilag összeomlott, ő az utolsó percig a helyén maradt, s névleges adminisztrációs eljárásokkal próbálta a helyzetet normalizálni. A brit csapatok érkezésekor a helyén maradt. Több napnyi tűzszünetről szóló egyeztetés után a brit csapatok harc nélkül vették át a tábor ellenőrzését 1945. április 15-én. Nem sokkal ezt megelőzően az SS megsemmisítette a tábor adminisztratív aktáit, hogy eltüntesse az elkövetett bűncselekmények írásos bizonyítékait. A britek lefegyverezték és őrizetbe vették a táborban maradt SS őröket, így Kramert is, akiket a következő napokban tömegsírok ásására és több tízezer temetetlen holttest elhantolására kényszerítettek. A britekkel érkezett fotós és híradós stáb megörökítette a Bergen-Belsenben talált körülményeket, a haldoklók megmentésére tett erőfeszítéseket. Az általuk készített több ezer fotó, filmfelvétel és jegyzet bepillantást engedett a Bergen-Belsenben elkövetett bűncselekmények kiterjedésébe és mélységébe. Ezek a dokumentumok, melyeket hamarosan világszerte publikáltak, jelentős szerepet játszottak abban, hogy a közvélemény megismerje a nemzetiszocializmus emberiesség elleni bűneit.

## Pere és elítélése

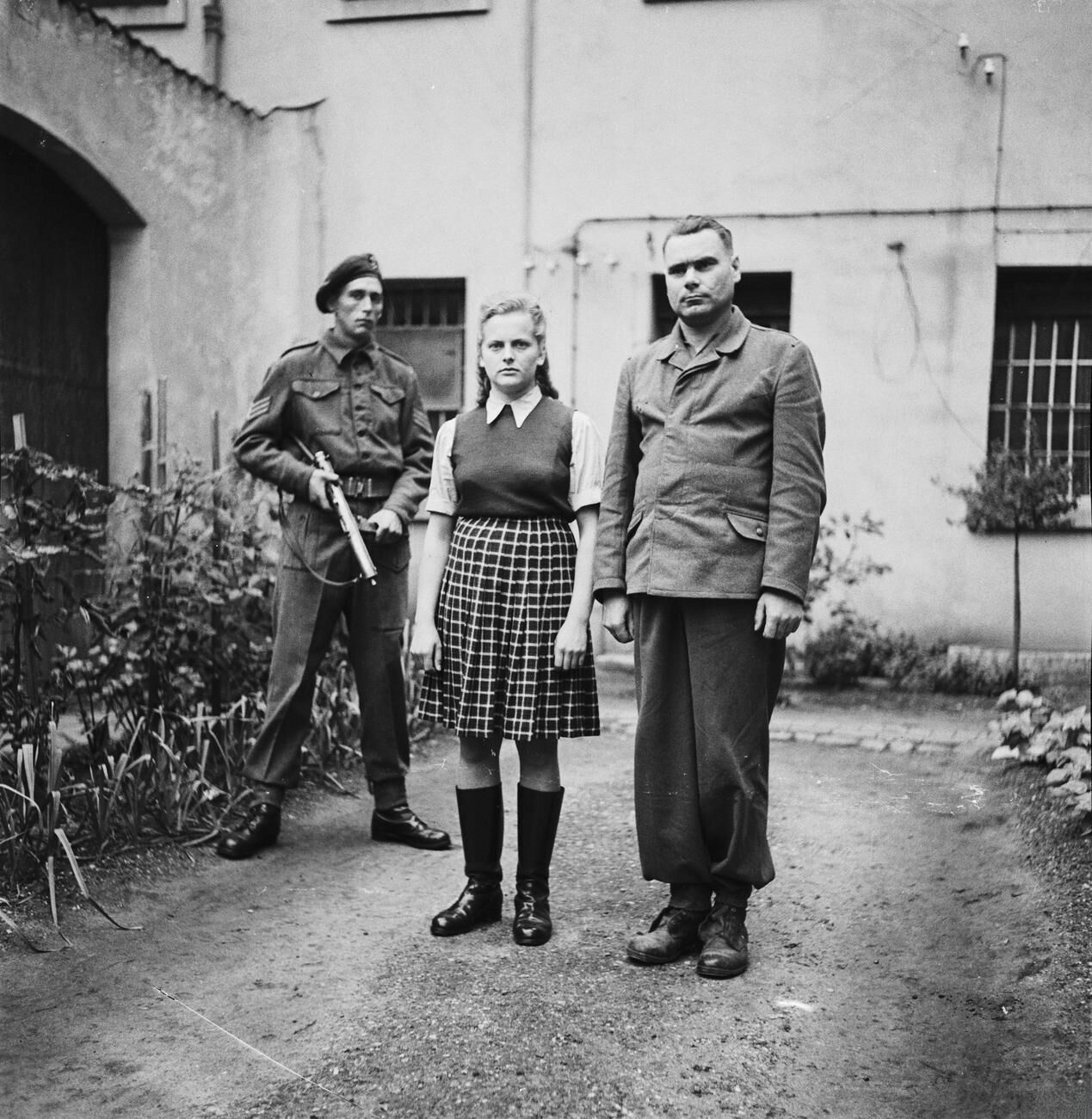
Pere során Irma Gresével

A Bergen-belseni koncentrációs tábor őreinek tárgyalására brit katonai bíróság előtt került sor, Hamelnben, 1945 szeptembere és novembere között. Ezen per során Krameren kívül 11 főt ítéltek halálra: többek között Irma Gresét, a "halál szőke angyalát", Juana Bormannt és társaikat. Kegyelmi kérvényét elutasították, s a Hamelni katonai börtönben Albert Pierrepoint brit hóhér akasztotta fel 1945. december 13-án.

## Rangjai
| Rangjai az SS-ben    | Rangjai az SS-ben                    |
| Dátum                | Rang                                 |
| -------------------- | ------------------------------------ |
| 1933 végén           | SS-Unterscharführer (szakaszvezető)  |
| 1934. szeptemberétől | [SS-Scharführer (őrmester)           |
| 1935. áprilisától    | SS-Hauptscharführer (törzssörmester) |
| 1937. tavaszától     | SS-Untersturmführer (hadnagy)        |
| 1939. januártól      | SS-Obersturmführer (főhadnagy)       |
| 1942. június 1-től   | SS-Hauptsturmführer (százados)       |

## Fordítás
Ez a szócikk részben vagy egészben  a   Josef Kramer című angol Wikipédia-szócikk fordításán alapul.  Az eredeti cikk szerkesztőit annak laptörténete sorolja fel. Ez a jelzés csupán a megfogalmazás eredetét és a szerzői jogokat jelzi, nem szolgál a cikkben szereplő információk forrásmegjelöléseként.